# J.F.N. Guedes
J.F.N. Guedes – portugalski rugbysta, dziewięciokrotny reprezentant Portugalii w rugby union mężczyzn.
Jego pierwszym meczem w reprezentacji było spotkanie z Włochami, które zostało rozegrane 7 maja 1967 w Genule. Ostatni raz w reprezentacji zagrał 2 kwietnia 1972 z Włochami w Lizbonie.